# 開年飯
開年飯，是廣東人在農曆新年第一餐餸菜最豐富的聚餐。開年飯未必是早餐，未必在年初一。開年飯菜單多數是意頭菜式，例如生菜蠔豉。
現在公司寫字樓開年飯多數是午餐，和同事一起在酒樓開餐。在這個場合，是團拜的時候。
開年飯跟春茗、團年飯有別。
在壯族稱之為壓年飯，為於除夕之夜，就把大年初一所要食用的飯菜做好，以預示來年豐收，吉慶有餘。 

## 其它
- 年夜飯
- 裕隆號

## 外部參考
- 香港上環海味舖裕隆號公司開年飯